# Talang 2009
Talang 2009 var den tredje säsongen av TV-programmet Talang som sänds i TV4. Första programmet sändes den 3 april och det sista programmet sändes den 12 juni. Detta år var det liksom året innan två programledare, den förre jurymedlemmen Tobbe Blom och artisten Markoolio. Juryn hade ändrats inför denna säsongen, nya juryn bestod av Bert Karlsson, Charlotte Perrelli och Johan Pråmell. Bert Karlsson är den enda som har suttit i juryn i samtliga säsonger av programmet.
Vinnaren blev slutligen magikern Charlie Caper som vann tittarnas röster och prissumman på 500.000 (SEK).
Utöver avsnitten som är listade nedan sändes även ett förinspelat avsnitt måndagen den 18 maj. I de avsnittet fick man följa juryn då de gemensamt valde ut de deltagare som senare kom att gå vidare till semifinalerna.

## Lista över dem som gick vidare till slutaudition

### Program 1 (Kalmar)
Sändes fredagen den 3 april.
1. Max Carling - lindans
2. The Rockettes - sångtrio
3. Eamonn O’Reily - trubadur
4. Pernilla Ingvarsdotter - opera
5. Ingo - spelkortsmagi
6. Erik Linder - sång
7. Beatbox Libban - beatboxing
8. Elin Wennström - sång
9. Pos från skogen - rockband
10. Aari Haatainen - dragspel
11. Cirkus Saga - cirkusnummer
12. Lasse Nachtweij - jonglering på enhjuling
13. Santiago "Kouki" Obama - dans

### Program 2 (Stockholm)
Sändes fredagen den 10 april.
1. Vincente Opera - magi med resväska
2. Anastassia Johansson - rytmisk gymnastik
3. Whiplash - dans
4. Clara Hagman - sång
5. BoBBo - jonglering
6. The Goose - sång
7. The Hebbe Sisters - sång
8. Duchess Dubois - burlesk striptease
9. Axel Adlercreutz - trolleri
10. Alexander & Daniel Lindman - fakirnummer
11. David Hammarberg - cirukuskonst
12. Splash - dans
13. Electrified - sång och dans
14. The Untitled Quartet - sång

### Program 3 (Stockholm)
Sändes fredagen den 17 april. 
1. Marcus Wiander - kongas
2. Börje & Jimmy - , bur- och kortmagi
3. Lennart Bång - spoken word
4. Stardogs - hundtrick
5. Ludde van Halen - gitarr
6. Alexander Mood - sång
7. Knäckebrödsdansen - naket dansnummer
8. Niclas Christoffer - stand up
9. David Movsesian - piano
10. Emma Berglund - sång
11. Christoffer Skoog - sång
12. Charlie Caper - magi
13. Daniel Samuelsson - jonglering
14. Tomas Lundman - fotbollstrix
15. Manda - akrobatik
16. Emma Risbo - sång

### Program 4 (Kalmar)
Sändes fredagen den 24 april.
1. Magnus Kviske - sjunger som en LP-skiva
2. Rebecka Karlsson - sång
3. Oliver Cartea - magi
4. Agge - lindans och sång
5. Tobias Chilli - korttrick och akrobatik
6. Ken Waegas - Elvis-imitation
7. C-G & Blåljus - sång
8. Blomman & Olsson - sång
9. Tuta & Kör - barngymnastik och sång
10. Christoffer Daun - sång
11. Emelia Persson - sång
12. Mikael Persson - sång och ukelele
13. Julie Hansson - sång

### Program 5 (Göteborg)
Sändes fredagen den 8 maj. 
1. Victor Pettersson - sång
2. Flammable - hårdrocksband
3. Linda Karlsson Johbarn – sång och musik
4. Erika Selin - sång
5. Damorkeztern – sång
6. Team Magic – magi
7. Peehigh – rap
8. Parmis Nikravan - dans
9. Bröderna Fröidh – humorsång
10. Andreas Lindkvist – cykling
11. Riku Koponen – kortmagi
12. VLO – bolltricks
13. Brynolf & Ljung – utbrytarnummer
14. Erik Martinson – sång och ukelele

### Program 6 (Stockholm)
Sändes fredagen den 15 maj. 
1. Martin Kjellgren - pratar med barnröst
2. Julle United Allstars - cheerleedingdans
3. Jakob Stenberg - räknar bokstäver i ord
4. Men - sånggrupp
5. Rainbow Sisters - dragshow
6. Smash Into Pieces - rockband
7. Akira - dans
8. Malin Jakobsson - spoken word
9. Redeemer - sång och piano
10. Sharon - sång

## Lista över dem som gick vidare till semifinalerna

### Semifinal 1
Sändes fredagen den 22 maj. 
1. Whiplash - dans
2. Emma Risbo - sång
3. Max Carling - cirkuskonster
4. Victor Pettersson - sång
5. Börje & Jimmy - magi med gorilla
6. Men - sånggrupp
7. Nastja - rytmisk gymnastik
8. Lennart Bång - spoken word

Vidare till final:
- Victor Pettersson - sång (publikernas favorit)
- Men (domarnas favorit)]

### Semifinal 2
Sändes fredagen den 29 maj. 
1. Julle United Allstars - cheerleedingdans
2. David Movsesian - piano
3. Vincente Opera - magi
4. Malin Jakobsson - spoken word
5. Blomman & Olsson - sång och gitarr
6. Alexander & Daniel Lindman - fakirnummer
7. The Hebbe Sisters - sång
8. Charlie Caper - magi

Vidare till final:
- Charlie Caper - magi (publikernas favorit)
- David Movsesian - piano (domarnas favorit)

### Semifinal 3
Sändes fredagen den 5 juni. 
1. Stardogs - hundtrick
2. Erik Linder - sång
3. Electrified - sång och dans
4. Martin Kjellgren - pratar med barnröst
5. Julie Hansson - sång
6. Brynolf & Ljung - magi
7. C-G & Blåljus - sång
8. Akira - dans

Vidare till final:
- Akira - dans (publikernas favorit)
- Brynolf & Ljung - magi (domarnas favorit)

### Wildcards
- Erik Linder - sång (publikernas wildcard)
- Nastja - gymnastik (domarnas wildcard)

## Lista över dem som gick vidare till final

### Finalen av Talang 2009
Sänds fredagen den 12 juni. 
1. Akira - dans
2. Brynolf & Ljung - magi
3. Victor Pettersson - sång
4. Nastja - rytmisk gymnastik
5. Men - sånggrupp
6. Charlie Caper - magi
7. David Movsesian - piano
8. Erik Linder - sång

- Vinnare: Charlie Caper - magi
- Andraplats: David Movsesian - piano